# Bochum Miners
Die Bochum Miners sind ein Frauenfootballteam aus Bochum, das zum AFC Bochum Miners e.V. gehört. Der Verein hat weder eine Herren- noch eine Jugendabteilung.

## Geschichte
Die Geschichte der Bochum Miners beginnt 1992, als Dagmar Schwake bei den Miners anfragte, ob diese nicht Interesse an der Gründung eines Damenteams hätten. Zum Start 2006 bildete man eine Spielgemeinschaft mit den Münster Mammuts im Spielbetrieb der 1. Damenbundesliga. 2007 wurde diese Spielergemeinschaft wieder aufgelöst.
Anfang 2008 trainierte das Team Headcoach Susanne Soboll mit weiteren Trainerzugängen, wie Katja Siepmann (Line) und Britta Lewalski (Defense Coordinator). Auch auf die Unterstützung der Coaches der Bochum Cadets mit Michael Kiefer und Mike Barnsdorf konnten die Miners zählen.
Dank der Einführung der Frauen-Aufbauliga konnten die Miners, mit Unterstützung einiger Spielerinnen der Münster Mammuts, 2008 weiterhin Spielpraxis sammeln und ihre Rookies optimal an den Sport heranführen. Stück für Stück plante das Team damit wieder die Rückkehr in die 1. Bundesliga.
2010 sicherte man sich im Endspiel unter Mike Barnsdorff (Headcoach & Offense Coordinator) und Benjamin Swoboda (Defense Coordinator) gegen die Mainz Golden Eagles mit einem 32:0-Sieg den Meistertitel der 2. Damenbundesliga. Auf einen Aufstieg verzichtete man jedoch noch.
Nachdem die Miners die Saison 2011 als Vize-Meister der 2. Damenbundesliga beendet hatten und im Laufe des Jahres der Kader deutlich verstärkt werden konnte, stand einem Aufstieg in die 1. Liga nichts mehr im Wege. 2012 hatten die Bochumer Ladies ihr Ziel 1. Bundesliga erreicht.
Der Start ergab für die Miners in der Saison 2012 und 2013 jeweils einen 4. Platz. Das Trainerteam wurde erweitert, Headcoach Philipp Stoßberg, O-Line-Coach Jascha Stümmler, Michael Wrobel (Unitcoach 2012 und 2013 Defense-Coordinator), Martin Bogdanyi (Unitcoach 2012), die ehemalige Minersspielerin Janette Reinoss (RB-Coach und Special Team) und D-Line-Coach Michael Walter verstärkten jetzt die Miners.
2013 stieg man wieder in die 2. BBL ab. Anfang 2014 wurde ein neuer Headcoach & Offense Coordinator verpflichtet, Lee Taylor, ehemaliger Headcoach der Mühlheim Shamrock. Zudem konnten die Miners in Michael Bürger (Defense Coordinator) einen weiteren Rookiecoach verpflichten, sowie einige erfahrene Spielerinnen. Im Finale unterlag Bochum gegen die München Rangers und wurde stattdessen Vizemeister.
2015 schafften die Ladies eine Perfect Regular Saison (Saison ohne Niederlagen) und belegten im Halbfinale gegen die München Rangers nur knapp den 4. Platz. 2016 verzeichneten die Miners nochmals Trainerzuwachs, Christian Knebel-Adam (Defense Coordinator) und Stephan Bogdanyi (Line Coach). 2019 übernahm Michael Stengel das Coaching der Linebacker.
2020 dann nochmals ein Umbruch. Die Miners trennten sich von ihrem langjährigen Headcoach Lee Taylor und vom Defense Coordinator Christian Knebel-Adam aus gesundheitlichen Gründen. Seither teilen sich Stephan Bogdanyi (Line Coach), Michael Stengel (Defense Coach) und Trainer-Coach Patricia Schöneis den Trainerstab.
Durch die Coronapandemie konnte 2021 keine reguläre Saison stattfinden.

## Bilanz
- 2008 Vizemeister 2. DBL
- 2009 Spielbetrieb 1. DBL
- 2010 Meister der 2. DBL
- 2011 Vizemeister 2. DBL
- 2012/2013 Spielbetrieb 1. DBL
- 2014 Platz 4 der 2. DBL
- 2015 Platz 4 der 2. DBL
- 2016 2. DBL
- 2017 2. DBL
- 2018 2. DBL
- 2019 2. DBL
- 2020 Aufgrund der Corona-Pandemie war kein regulärer Saisonbetrieb möglich
- 2021